# Doris Ramseier
Doris Ramseier (18 de mayo de 1939) es una jinete suiza que compitió en la modalidad de doma. Es madre del jinete Daniel Ramseier.
Participó en dos Juegos Olímpicos de Verano, obteniendo una medalla de plata en Montreal 1976, en la prueba por equipos (junto con Christine Stückelberger y Ulrich Lehmann), y el sexto lugar en Barcelona 1992, en la misma prueba.
Ganó dos medallas en el Campeonato Mundial de Doma, plata en 1982 y bronce en 1986, y una medalla de bronce en el Campeonato Europeo de Doma de 1975.

## Palmarés internacional
| Juegos Olímpicos   | Juegos Olímpicos      | Juegos Olímpicos  | Juegos Olímpicos |
| Año                | Lugar                 | Medalla           | Categoría        |
| ------------------ | --------------------- | ----------------- | ---------------- |
| 1976               | Montreal (Canadá)     | Medalla de plata  | Por equipos      |
| Campeonato Mundial |                       |                   |                  |
| Año                | Lugar                 | Medalla           | Categoría        |
| 1982               | Lausana (Suiza)       | Medalla de plata  | Por equipos      |
| 1986               | Cedar Valley (Canadá) | Medalla de bronce | Por equipos      |
| Campeonato Europeo |                       |                   |                  |
| Año                | Lugar                 | Medalla           | Categoría        |
| 1975               | Kiev (URSS)           | Medalla de bronce | Por equipos      |